# Stenogyne rotundifolia
Stenogyne rotundifolia är en kransblommig växtart som beskrevs av Asa Gray. Stenogyne rotundifolia ingår i släktet Stenogyne och familjen kransblommiga växter. Inga underarter finns listade i Catalogue of Life.